# Вольный Запорожец
Вольный Запорожец (укр. Вiльний Запорожець, до 2024 года — Червоный Запорожец) — посёлок,
Токовский сельский совет,
Апостоловский район,
Днепропетровская область,
Украина.
Код КОАТУУ — 1220389305. Население по переписи 2001 года составляло 113 человек.

## Географическое положение
Посёлок Вольный Запорожец находится на правом берегу реки Каменка,
выше по течению на расстоянии в 2,5 км расположено село Каменка,
ниже по течению на расстоянии в 3,5 км расположен посёлок Токовское.

## История
- В 1946 г. населенный пункт участок зерносовхоза № 2 переименован в посёлок Червоный Запорожец[3].